# Naja sumatrana
Naja sumatrana – gatunek jadowitego węża z rodziny zdradnicowatych (Elapidae). Występuje na obszarze Malezji, południowej Tajlandii, Singapuru, południowo-zachodnich Filipin (Palawan i archipelag Calamian), Indonezji oraz Brunei.
Opis: osiąga długość 1 m. Jednolicie czarne ubarwienie na grzbiecie i brzuchu, w Tajlandii istnieją także odmiany złociste. Gardło pokryte mniej lub bardziej wyraźnymi jasnymi plamami.
Jad: jedno ukąszenie może spowodować śmierć po 6 godzinach.